# Campeonato Mundial de Atletismo Sub-20 de 2016 - Salto em distância feminino
A prova do salto em distância feminino do Campeonato Mundial de Atletismo Sub-20 de 2016 ocorreu entre os dias 21 e 22 de julho em Bydgoszcz, na Polônia. 

## Recordes
Antes desta competição, os recordes mundiais e do campeonato nesta prova eram os seguintes:
|     | Nome            | Nacionalidade     | Distância | Local      | Data                 |
| --- | --------------- | ----------------- | --------- | ---------- | -------------------- |
| WJR | Heike Drechsler | Alemanha Oriental | 7.14 m    | Bratislava | 4 de junho de 1983   |
| CR  | Fiona May       | Reino Unido       | 6.88 m    | Sudbury    | 30 de agosto de 1988 |
| WJL | Kate Hall       | Estados Unidos    | 6.53 m    | Eugene     | 1 de julho de 2016   |

## Medalhistas
| Ouro              | Prata                    | Bronze               |
| Yanis David (FRA) | Sophie Weissenberg (GER) | Hilary Kpatcha (FRA) |

## Cronograma
Todos os horários são locais (UTC+1).
| Data        | Hora  | Evento       |
| ----------- | ----- | ------------ |
| 21 de julho | 09:40 | Qualificação |
| 22 de julho | 19:25 | Final        |

## Resultados

### Qualificação
Qualificação: 6,25 m (Q) ou pelo menos melhor 12 qualificado (q) 
| Posição | Grupo | Atleta               | Nacionalidade      | #1   | #2   | #3    | Resultados | Notas |
| ------- | ----- | -------------------- | ------------------ | ---- | ---- | ----- | ---------- | ----- |
| 1       | B     | Sophie Weissenberg   | Alemanha           | 6.21 | 6.34 |       | 6.34       | Q     |
| 2       | B     | Hilary Kpatcha       | França             | 5.95 | 5.99 | 6.32  | 6.32       | Q,    |
| 3       | A     | Kaiza Karlén         | Suécia             | 6.21 | 6.29 |       | 6.29       | Q,    |
| 4       | B     | Chen Liwen           | China              | 6.05 | 6.08 | 6.28w | 6.28w      | Q     |
| 5       | A     | Anna Bühler          | Alemanha           | 6.20 | 6.10 | 6.25  | 6.25       | Q     |
| 6       | A     | Jessicca Noble       | Jamaica            | 6.22 | 5.75 | 6.01  | 6.22       | q     |
| 7       | A     | Yanis David          | França             | 6.04 | 6.15 | 6.18  | 6.18       | q     |
| 8       | A     | Eszter Bajnok        | Hungria            | x    | 6.01 | 6.18  | 6.18       | q     |
| 9       | B     | Parinya Chuaimaroeng | Tailândia          | 5.98 | 6.17 | 5.99  | 6.17       | q     |
| 10      | A     | Bria Matthews        | Estados Unidos     | 5.79 | 5.92 | 6.13  | 6.13       | q     |
| 11      | B     | Samiyah Samuels      | Estados Unidos     | 6.08 | 6.03 | x     | 6.08       | q     |
| 12      | A     | Milica Gardašević    | Sérvia             | 5.54 | 5.74 | 5.85  | 5.85       | q     |
| 13      | B     | Diana Ana Maria Ion  | Roménia            | 5.71 | 5.70 | 5.76  | 5.76       |       |
| 14      | B     | Viyaleta Skvartsova  | Bielorrússia       | x    | x    | 5.52  | 5.52       |       |
| 15      | B     | Martina Miroska      | Macedônia do Norte | 5.27 | x    | 5.48  | 5.48       |       |
| 16      | A     | Chantoba Bright      | Guiana             |      |      |       | DNS        |       |

### Final
A prova final foi realizada no dia 22 de julho às 19:25. 
| Posição           | Atleta               | Nacionalidade  | #1   | #2   | #3   | #4   | Resultados | Notas           |
| ----------------- | -------------------- | -------------- | ---- | ---- | ---- | ---- | ---------- | --------------- |
| Medalha de ouro   | Yanis David          | França         | 6.42 | 6.29 | x    | x    | 6.42       |                 |
| Medalha de prata  | Sophie Weissenberg   | Alemanha       | 6.40 | 6.30 | x    | 5.96 | 6.40       |                 |
| Medalha de bronze | Hilary Kpatcha       | França         | 6.26 | 6.33 | 5.98 | x    | 6.33       | Recorde pessoal |
| 4                 | Kaiza Karlén         | Suécia         | x    | 6.02 | 6.25 | 5.86 | 6.25       |                 |
| 5                 | Bria Matthews        | Estados Unidos | 5.95 | 6.24 | 6.07 | 6.22 | 6.24       |                 |
| 6                 | Anna Bühler          | Alemanha       | 5.99 | 6.21 | 6.18 | 5.89 | 6.21       |                 |
| 7                 | Eszter Bajnok        | Hungria        | 6.13 | x    | 6.16 |      | 6.16       |                 |
| 8                 | Samiyah Samuels      | Estados Unidos | 5.86 | 6.08 | 6.01 |      | 6.08       |                 |
| 9                 | Parinya Chuaimaroeng | Tailândia      | 6.07 | 5.88 | 5.89 |      | 6.07       |                 |
| 10                | Chen Liwen           | China          | 5.67 | 6.01 | 6.05 |      | 6.05       |                 |
| 11                | Milica Gardašević    | Sérvia         | x    | 5.95 | 5.95 |      | 5.95       |                 |
| 12                | Jessicca Noble       | Jamaica        | 5.79 | 5.82 | 5.74 |      | 5.82       |                 |

Legenda
| Recorde mundial       | Recorde mundial (World record)               |                       | Recorde africano                      | Recorde africano (African) |                                           | Q | Classificado por posição (Qualified) |
| Recorde do campeonato | Recorde do campeonato (Championship record)  | Recorde da América    | Recorde da América (Americas)         | q                          | Classificado por melhor tempo (Qualified) |   |                                      |
| Melhor marca do ano   | Melhor marca do ano (World leading)          | Recorde asiático      | Recorde asiático (Asian)              | DNS                        | Não largou (Did not start)                |   |                                      |
| Recorde nacional      | Recorde nacional (National record)           | Recorde europeu       | Recorde europeu (European)            | DNF                        | Não terminou (Did not finish)             |   |                                      |
| Recorde pessoal       | Recorde pessoal do atleta (Personal best)    | Recorde da Oceania    | Recorde da Oceania (Oceania)          | DSQ / DQ                   | Desclassificado (Disqualified)            |   |                                      |
| Recorde da temporada  | Recorde da temporada do atleta (Season best) | Recorde sul-americano | Recorde sul-americano (South America) | NM                         | Sem marca (No mark)                       |   |                                      |